# Pigment Yellow 154

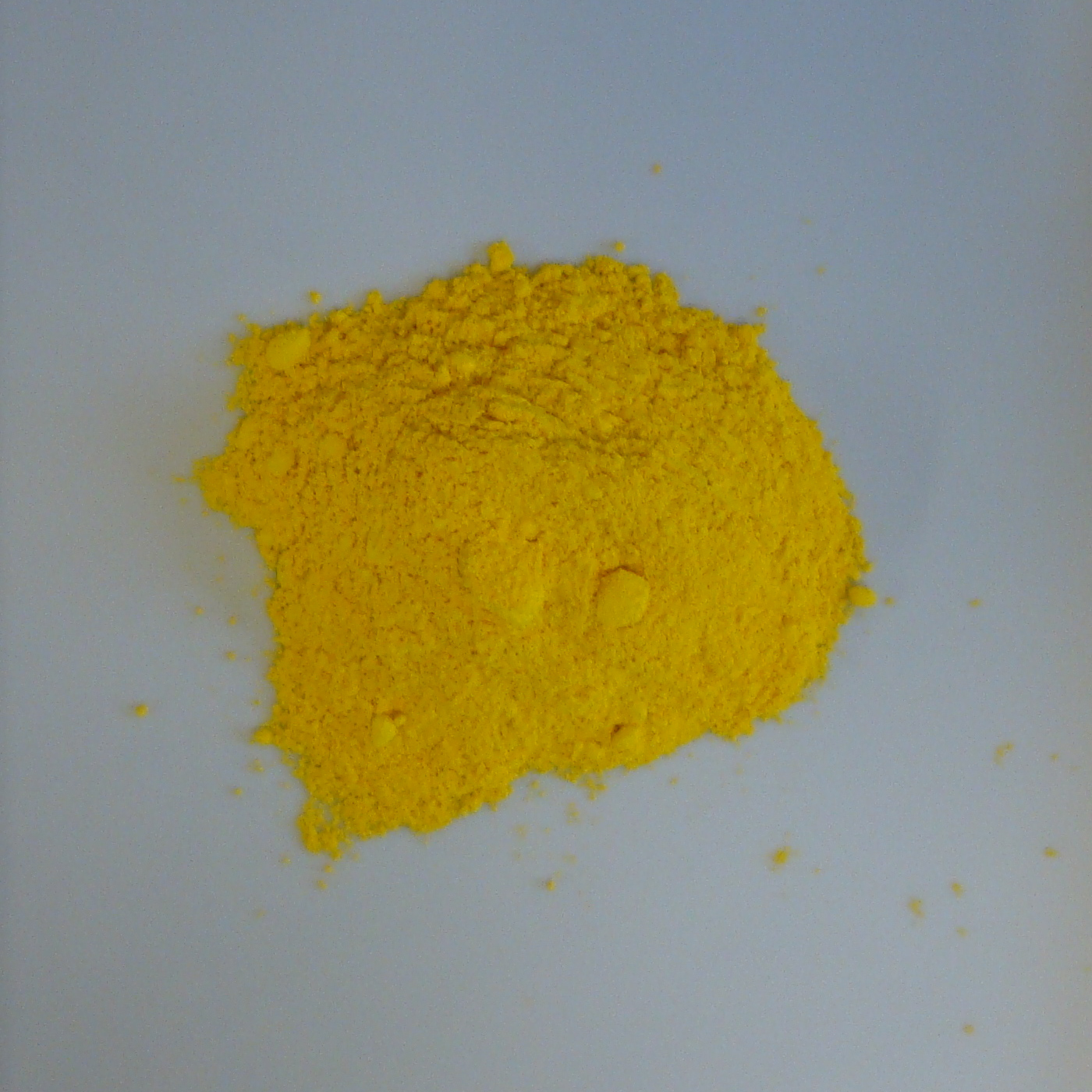
C.I. Pigment Yellow 154
C.I. 11781

Strukturformel, med en bensimidazolongrupp till höger.

Pigment Yellow 154 är ett starkt och rent gult pigment i gruppen bensimidazolonpigment och är därmed ett azofärgämne. Det finns i vissa konstnärsfärger med beskrivande namn som "klargult", "azo yellow" eller "benzimidazolone yellow medium" och används som ersättning för det giftiga pigmentet kadmiumgult under namnet  "cadmium yellow pale (hue)". Det har utmärkt ljusäkthet.
Pigmentet heter i den internationella färgdatabasen Colour Index (C.I.) Pigment Yellow 154 och har nummer 11781. Dess kemiska struktur kan beskrivas som 3-oxo-N-(2-oxo-2,3-dihydro-1H-bensimidazol-5-yl)-2-{(E)-[2-(trifluormetyl)fenyl]diazenyl}butanamid.